# Ligne de tramway G (Lille)
Pour les articles homonymes, voir Ligne G.
La ligne G est une ancienne ligne du tramway de Lille.

## Histoire
La ligne G ouverte en 1876 sur le réseau originel à traction hippomobile reliait la place de la gare au dépôt de la Compagnie à Fives par la rue de Tournai et la rue Pierre Legrand. Elle est électrifiée en 1902 et prolongée jusqu'à Hellemmes.
Elle est fusionnée en 1934 avec la ligne B.